# Prefectura Iwate

Localizare

Prefectura Iwate (岩手県 Iwate-ken?) este o prefectură în Japonia. Capitala prefecturii este orașul Morioka.

## Geografie

Harta prefecturii Iwate

### Municipii
Prefectura cuprinde 14 localități cu statut de municipiu (市):
| - Hachimantai - Hanamaki - Ichinoseki - Kamaishi | - Kitakami - Kuji - Miyako - Morioka (centrul prefectural) | - Ninohe - Ōfunato - Ōshū | - Rikuzentakata - Takizawa - Tōno |